# Анна Мюлер-Таневиц
Анна Мюлер-Таневиц (на немски: Anna Müller-Tannewitz) е германска писателка на произведения в жанра приключенски роман и детско-юношеска литература. Пише и под псевдонимите Ана Юрген (Anna Jürgen) и Стайн Холм (Stine Holm).

## Биография и творчество
Анна Мюлер-Таневиц е родена на 18 август 1899 г. в Имекепел, Рейнланд, Германска империя. През 1899 г. семейството се мести в Берлин. Завършва гимназия в Хайделберг и учи медицина в Хайделбергския университет. Скоро сменя предмета и мястото на обучение, като учи немска филология. Първоначално работи като библиотекар в пруския държавен парламент, а след това в държавното образование в Берлин. Посвещава се на създаването на младежки библиотеки.
През 1936 г. се омъжва за етнолога на индианците Вернер Мюлер. Прави няколко пътувания до САЩ, където се занимава с историята и културата на индианците.
По време на Втората световна война, докато съпругът ѝ е мобилизиран от 1939 г., тя учи история на литературата, етнология и вестникарство, и планира да пише истории за индианците за младите читатели на научно обоснована основа.
Първата ѝ книга „Das Indianermädchen Pocahontas“ (Индианката Покахонтас) е публикувана през 1948 г.
През 1950 г. е издаден най-известният ѝ роман „Синята птица; Осиновеният от ирокезите“. Той представя историята на деветгодишно момче, което е отвлечено от индианците ирокези по време на Френската и индианската война и след това е отгледано от тях като осиновен син. Приключенският роман представя живота на индианските племена по времето на колонизирането на Америка. Книгата получава първа награда в конкурс, организиран от Министерството на народното образование на ГДР за създаване на нова литература за младите хора. Екранизирана е в едноименния филм на DEFA през 1979 г. и едноименния телевизионен сериал на ZDF през 1994 г.
През 1953 г. се местят в Тюбинген, където Вернер Мюлер става библиотекар в университетската библиотека, а през 1982 г. се местят в Бад Урах. В Бад Урах се разделя със съпруга си. Прекара последните си месеци в психиатричния старчески дом в Цвифалтен.
Анна Мюлер-Таневиц умира през 1989 г. в Бад Урах.

## Произведения
- Das Indianermädchen Pocahontas (1948)
- Blauvogel. Wahlsohn der Irokesen (1950) – като Ана Юрген
Синята птица; Осиновеният от ирокезите, изд.: „Народна култура“, София (1960), прев. Димитър Дублев
- Kleine Sonne Schonela. Eine Mädchengeschichte aus dem alten Louisiana (1954)
- Die weißen Kundschafter. Die Entdeckung der Indianer Virginiens (1955)
- Die rote Lady (1958)
- Marys neue Schwestern, mit Illustrationen von Karlheinz Gross (1964)
- Kleiner Bär und Prärieblume, mit Illustrationen von Karlheinz Gross (1965)
- Tochter der Prärie. Die Geschichte eines tapferen Indianermädchens (1970)
- Das neugierige Stinktier und andere Erzählungen (1970)
- Avija das Mädchen aus Grönland (1971)
- Akis Wunschring (1973)
- Ogla und ihr Pony (1976)
- Leselöwen Hasengeschichten (1977)

### Екранизации
- 1979 Blauvogel
- 1994 Blauvogel – тв минисериал, 13 еризода